# جانگ سو-هی
جانگ سو-هی (انگلیسی: Jang So-hee؛ زادهٔ ۱۵ مارس ۱۹۷۸) بازیکن هندبال اهل کره جنوبی بود.
از افتخارات وی میتوان به کسب مدال نقره در بازی‌های المپیک تابستانی ۲۰۰۴ اشاره کرد.